# Liste öffentlicher Kneipp-Anlagen im Alb-Donau-Kreis
In der Liste öffentlicher Kneipp-Anlagen im Alb-Donau-Kreis sind öffentliche Kneipp-Anlagen für Orte, die zum Alb-Donau-Kreis in Baden-Württemberg gehören, aufgeführt. Sie ist primär nach Orten sortiert, unabhängig davon, ob es sich um Ortsteile, Gemeinden oder Städte handelt. Kneipp-Anlagen können laut Kneipp-Bund in Form von Wassertretanlagen oder Armbecken vorliegen und unterliegen grundsätzlich nicht der Trinkwasserverordnung. Kneipp-Anlagen werden häufig künstlich angelegt. Daneben gibt es in den natürlichen Verlauf von Fließgewässern eingebettete Wassertretstellen. Kneippen ist eine Behandlungsmethode der Hydrotherapie, die auf der Grundlage von Sebastian Kneipp angewendet wird. Hierbei wird in kaltem Wasser auf der Stelle geschritten. In Armbecken werden die Arme bis zur Mitte der Oberarme ins kalte Wasser getaucht. Die Liste erhebt keinen Anspruch auf Vollständigkeit.

## Kneipp-Anlagen im Alb-Donau-Kreis
Derzeit sind im Alb-Donau-Kreis 5 öffentliche Kneipp-Anlagen erfasst (Stand: 22. Juli 2022):
| Bild                               | Ort           | Beschreibung                                                                                                  | ↴ Zufluss / ↳ Abfluss   | Standort                         |
| ---------------------------------- | ------------- | --- | ----------------------- | -------------------------------- |
| Kneipp-Anlage Blaubeuren           | Blaubeuren    | Kneipp-Anlage Blaubeuren am Ende des Mühlwegs/Beginn des Tugendpfads.                                         | ↴ Quelle / ↳ Blau       | ⊙ Mühlweg/Tugendpfad             |
| Kneipp-Anlage Erbach (Württ)       | Erbach        | Kneipp-Anlage Erbach im Naherholungsgebiet Brühlwiesen.                                                       | ↴ Quelle / ↳ Erlenbach  | ⊙ Naherholungsgebiet Brühlwiesen |
| Kneipp-Anlage Langenau (Kalte Ach) | Langenau      | Kneipp-Anlage Langenau an der Kalten Ach kurz nach der Karstquelle „Bunzenmüllers Weiher“.                    | ↴↳ Kalte Ach            | ⊙ Burghofstraße                  |
| Kneipp-Anlage Regglisweiler        | Regglisweiler | Kneipp-Anlage Dietenheim-Regglisweiler im Herrenweiherpark. Seit 1986; damals die einzige im Alb-Donau-Kreis. | ↴ Quelle / ↳ Weiherbach | ⊙ Herrenweiherpark               |
| Kneipp-Anlage Lonsee-Urspring      | Urspring      | Kneipp-Anlage Lonsee-Urspring.                                                                                | ↴↳ Lone                 | ⊙ Am Lonetopf                    |